# Eneda Tarifa
Eneda Tarifa (Tirana, 30 marzo 1982) è una cantante albanese, vincitrice del programma musicale Top Fest nel 2010 e il Festivali i Këngës nel 2015, ottenendo così la possibilità di rappresentare la propria nazione all'Eurovision Song Contest 2016 con la canzone Fairytale, tradotta in inglese dalla versione originale in lingua albanese, Përrallë.

## Biografia
Nel 2003 ha partecipato per la prima volta al Festivali i Këngës con la canzone Qëndroj, con la quale è riuscita a raggiungere la finale. Nel 2006 ha partecipato all'ottava edizione di Kënga Magjike con il brano Rreth zjarrit tënd, grazie al quale si è classificata quarta nella finale ottenendo 154 punti. L'anno successivo ha partecipato nuovamente al Festivali i Këngës cantando E para letër, ottenendo 11 punti e classificandosi al 10º posto su 17 partecipanti. Nel 2008 ha partecipato per una seconda volta al Kënga Magjike con la canzone Zeri im. Nel 2010 ha vinto il programma musicale Top Fest con la sua canzone Më veten.
Dopo diversi anni lontana dal palcoscenico, Eneda ha preso parte per una terza volta al Festivali i Këngës, la cui finale si è tenuta il 27 dicembre 2015. La sua canzone, intitolata Përrallë, scritta da Olsa Toqi, è stata proclamata vincitrice del concorso e le garantirà la partecipazione all'Eurovision Song Contest 2016 in qualità di rappresentante dell'Albania. Al contest, Eneda ha cantato Fairytale, la versione tradotta in inglese, presentata il 13 marzo 2016 sul canale YouTube dell'Eurovision e messa in commercio il 30 marzo. Eneda si è esibita nella seconda semifinale dell'Eurovision, svolta il 12 maggio 2016 a Stoccolma, ma non si è qualificata per la finale del 14 maggio.

## Vita privata
Eneda Tarifa ha una relazione con il musicista Erjon Zaloshnja. Insieme hanno avuto una figlia, Aria, nel 2013.
Nel maggio 2014 la cantante è stata criticata per aver espresso commenti omofobi sulla cantante austriaca Conchita Wurst, vincitrice dell'Eurovision Song Contest 2014. Eneda si è poi scusata pubblicamente.

## Discografia

### Singoli
- 1997 – Yjet e shpresës
- 2001 – Ika larg
- 2003 – Qëndroj
- 2005 – Sytë nga ti
- 2006 – Rreth zjarrit tënd
- 2007 – Mos harro
- 2007 – E para letër
- 2008 – Zëri im
- 2008 – Thurje
- 2010 – Me veten
- 2015 – Përrallë/Fairytale
- 2018 – Cuna dhe goca (con Kastro Zizo e Robert Berisha)